# Robert Earl Jones
Robert Earl Jones (ur. 3 lutego 1910, zm. 7 września 2006) – amerykański aktor, występował w filmach Cotton Club i Żądło.

## Życiorys
Są podawane różne dane co do miejsca urodzenia. Jedni podają Coldwater w stanie Missisipi, inni Senatobię.
W początkowym okresie swojej kariery wystąpił w roli detektywa w filmie Lying Lips z 1939 roku. Wystąpił również w scenicznej roli Kreona w musicalowej wersji legendy o Edypie The Gospel at Colonus oraz w serialach Lou Grant i Kojak.
Jones zmarł w Englewood, w stanie New Jersey. Był ojcem aktora Jamesa Earla Jonesa.

## Filmografia
- 1939: Lying Lips – detektyw Wenzer
- 1940: Notorious Elinor Lee
- 1959: Odds Against Tomorrow
- 1960: Dzika Rzeka (Wild River) – Ben
- 1963: The Defenders (TV)
- 1964: Terror in the City
- 1964: Czarne i białe (One Potato, Two Potato) – William Richards
- 1971: Mississippi Summer
- 1973: Willie Dynamite
- 1973: Żądło – Luther Coleman
- 1974: Walka kogutów
- 1976: Kojak (TV) – sędzia (gościnnie)
- 1977: The Displaced Person
- 1977: Męska próba (Proof of the Man, Ningen no shômei) – Wilshire Hayward
- 1978: Lou Grant (TV) – gościnnie Earl Humphrey
- 1981: The Sophisticated Gents – duży Ralph Joplin
- 1981: Jennifer's Journey
- 1982: Tylko jedno życie (One Life to Live)
- 1982: Przeprawa przez Cold River (Cold River) – traper
- 1983: Nieoczekiwana zmiana miejsc – bileter
- 1983: Uśpiony obóz (Sleepaway Camp) – Ben
- 1984: Billions for Boris – dziadek
- 1984: Cotton Club – portier Joe
- 1985: The Gospel at Colonus – Kreon
- 1985: Świadek (Witness) – kurator sądowy
- 1988: Starlight: A Musical Movie
- 1990: Maniakalny glina 2 (Maniac Cop 2) – Harry
- 1992: Cel uświęca środki (Rain Without Thunder) – stary prawnik

## Teatr
- 1945: The Hasty Heart
- 1948: Set My People Free
- 1949: Caesar and Cleopatra
- 1952: Fancy Meeting You Again
- 1956: Mister Johnson
- 1962: Infidel Caesar
- 1962: The Moon Besieged
- 1968: More Stately Mansions
- 1975: All God’s Chillun Got Wings
- 1975: Death of a Salesman
- 1977: Unexpected Guests
- 1988: The Gospel at Colonus
- 1991: Mule Bone